# Zlatko Topčić
Zlatko Topčić (* 30. dubna 1955 Sarajevo, Federativní lidová republika Jugoslávie) je bosenskohercegovský spisovatel.

## Biografie
Narodil se do rodiny spisovatele Zaima Topčiće (1920–1990) a Naily Selimić.
V Sarajevu dokončil gymnázium a roku 1977 získal vysokoškolský diplom na Právnické fakultě Univerzity v Sarajevu.
Roku 1993 spoluzaložil Spolek spisovatelů Bosny a Hercegoviny, v němž mezi lety 1993 a 2001 působil jako generální tajemník. V letech 2001–2011 byl ředitelem sarajevského Komorního divadla 55 (Kamerni teatar 55). Mezi lety 2013 a 2016 byl generálním ředitelem TVSA, načež se roku 2016 stal ředitelem Knihovny Sarajeva (Biblioteka Sarajeva).
Je autorem scénářů k filmům Remake (2003, režie Dino Mustafić) a Opuštění (Ostavljeni, 2010, režie Adis Bakrač).

## Dílo
- Životno pitanje (Životní otázka, Sarajevo 1981), novely
- Čovjek niotkud (Člověk odnikud, Tuzla 1986), román
- Kolaps: fantazmagorija (Kolaps: fantasmagorie, Sarajevo 1988), divadelní hra
- Fantastične priče (Fantastické povídky, Sarajevo 1989), sbírka povídek
- Kulin: sarajevski roman (Kulin: sarajevský román, Sarajevo 1994), román
- Drame (Dramata: Kulin ban; Kolaps; Kako Musa dere jarca, Sarajevo 1995), výbor tří divadelních her
- Ptica iz drugog jata: Sarajevske ratne priče = A bird from another flock: Sarajevo war stories (Ptáci z druhého hejna: sarajevské válečné povídky, Sarajevo 1995), sbírka povídek
- Bogumilske legende (Bogomilské legendy, Tuzla 1997), sbírka povídek
- Košmar (Noční můra, Sarajevo 1997, Wuppertal–Tuzla 2000), román, turecky: Saray Bosna da kabus (Istanbul 1998), slovinsky: Mora (Novo Mesto 2003)
- Refugees (Uprchlíci, Sarajevo 1998, dvojjazyčně bosensko-anglicky Sarajevo 1999), divadelní hra
- Izabrane priče (Vybrané povídky, Novi Pazar 1999), sbírka povídek
- Time Out (Oddechový čas, Sarajevo 2001), divadelní hra
- Remake (Nové zpracování, Zenica 2002), divadelní hra
- Gola koža (Holá kůže, Sarajevo 2004), román
- Osam komada (Osm kusů, Sarajevo 2005), výbor osmi divadelních her
- Gola koža (Holá kůže, Sarajevo 2007), divadelní hra
- Pape: romansirana biografija Safeta Sušića (Pape: beletrizovaný životopis Safeta Sušiće, Zenica 2007), román
- Dagmar (Dagmar, Kreševo 2013), román, česky: Dagmar: epistolární fikce (Praha 2017), rozš. verze jako Zavrsna.rijec@Dagmar (Posledni.slovo@Dagmar, Sarajevo 2017), román
- Gnjevni ljudi (Nahněvaní lidé, Sarajevo 2016), divadelní hra
- Uvertira (Předehra, Sarajevo–Zagreb 2018), román